# Cetatea Râșnov
Cetatea Râșnov este ansamblul fortificat situat pe dealul calcaros aflat la sudul orașului Râșnov din județul Brașov, unul din cele mai bine păstrate ansambluri fortificate din Transilvania. Cele mai vechi structuri păstrate până în prezent datează din secolul al XIV-lea, probabil pe locul fortificației din lemn ridicate de cavalerii teutoni la începutul sec. al XIII-lea.

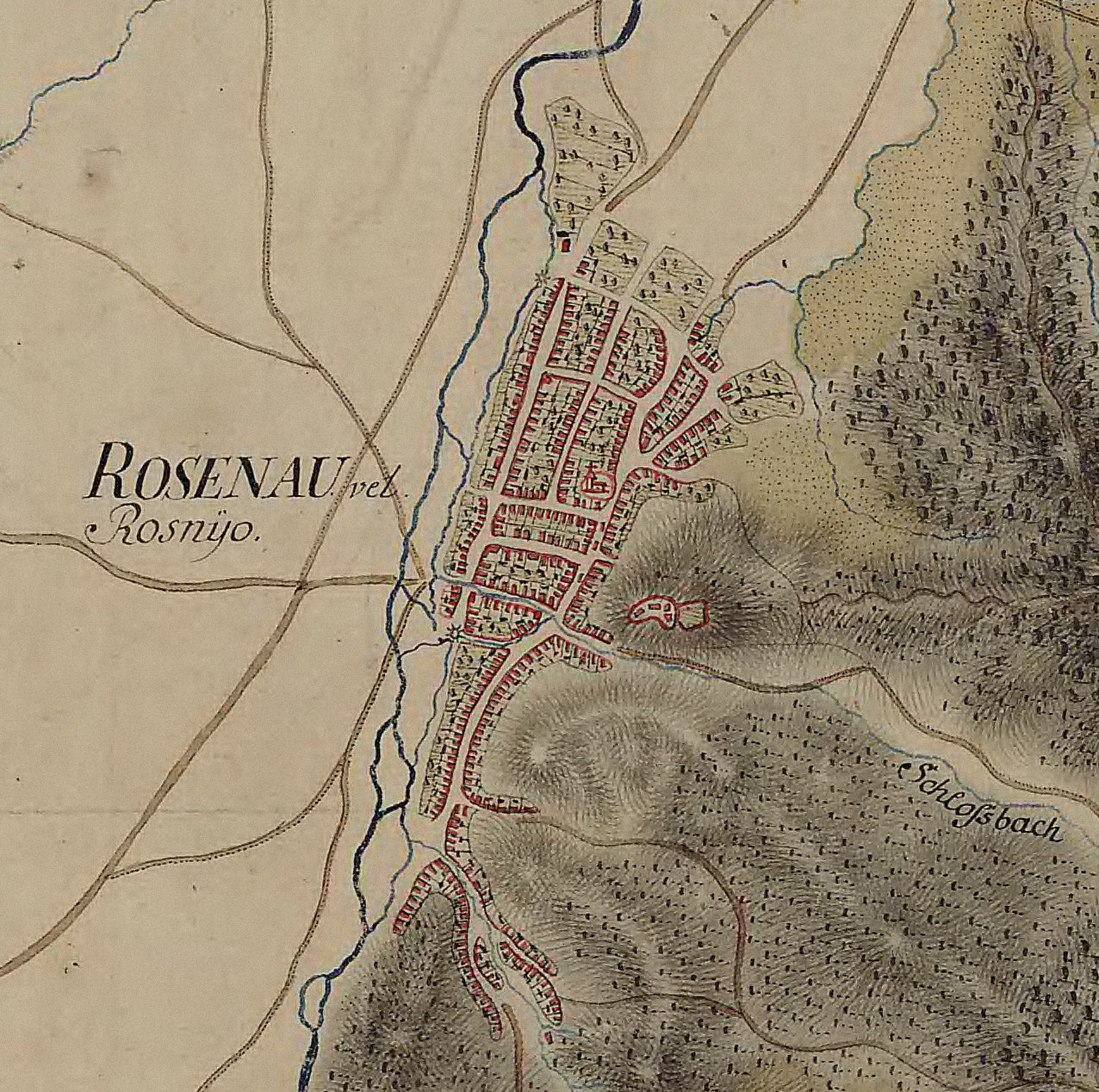
Cetatea Râșnov în Harta Iosefină a Transilvaniei

Cetatea Râșnov controla prin poziția sa strategică accesul în Transilvania dinspre Valea Râșnoavei. Dată fiind importanța trecătorilor montane spre teritoriile sud-carpatice, drumul Branului a fost supravegheat militar și după alungarea cavalerilor teutoni, regalitatea maghiară încredințând fortificația de la Râșnov cavalerilor ordinului Sfintei Cruci. Aceștia au fost subordonați fie comitelui secuilor, fie voievodului Transilvaniei. Până la mutarea vămii de la Rucăr la Bran și construirea cetății Bran pentru protejarea vămii regale la sfârșitul secolului al XIV-lea, cetatea Râșnov era prima fortificație lângă drumul Branului, după intrarea în Transilvania. 
În anul 1427 împăratul Sigismund de Luxemburg a vizitat cetatea Râșnov, pe care a trecut-o în administrarea comunității locale, căreia i-a acordat rangul de târg.
Cetatea este declarată monument istoric, cod LMI BV-II-a-A-11755.

## Cetatea

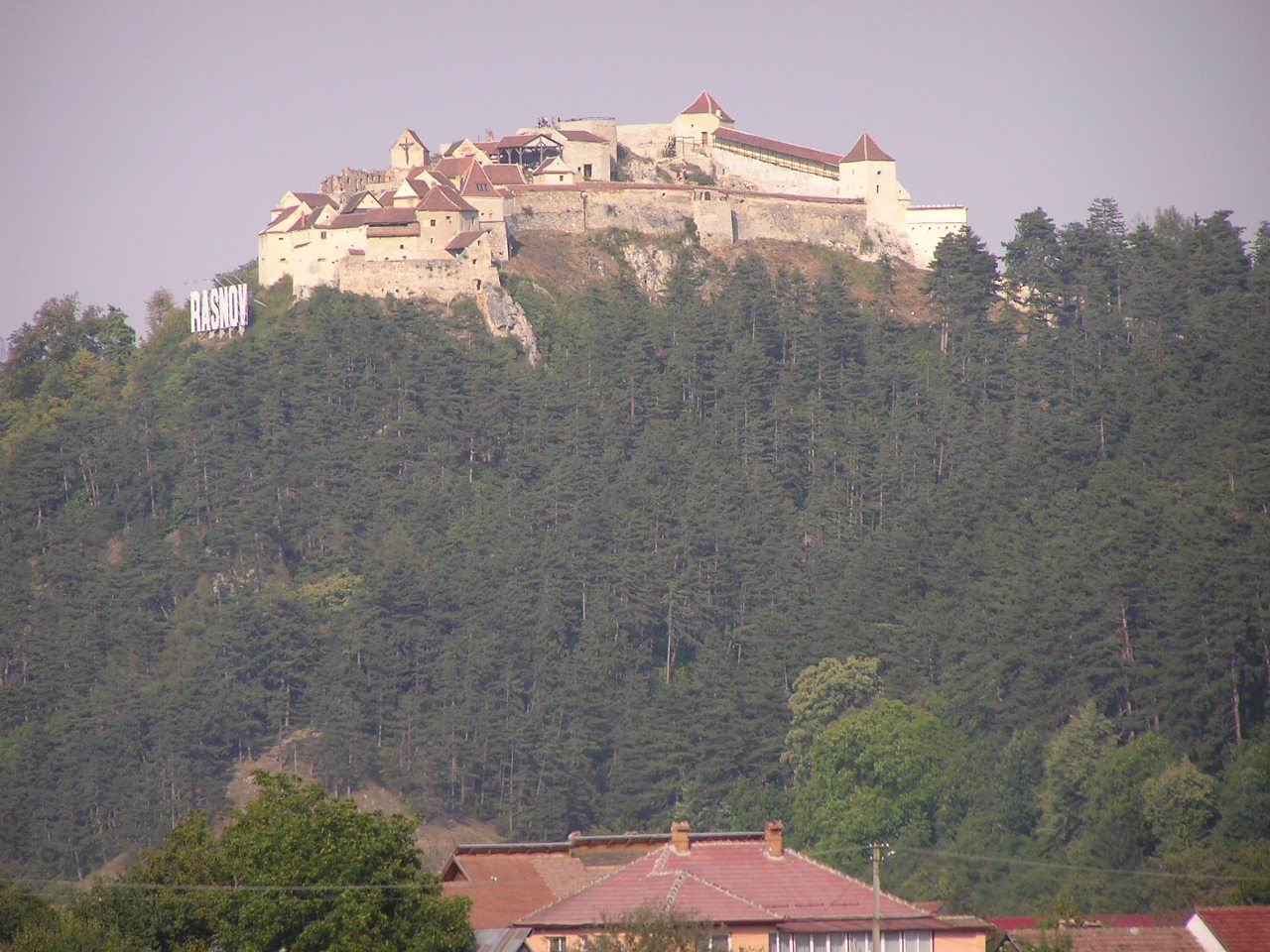
Cetatea Râșnov, văzută din direcția Bran

În partea superioară a Țării Bârsei, la circa 15 km depărtare sud-vestică de orașul Brașov, pe vechiul drum comercial care lega – prin trecătoarea Bran – bătrâna cetate a Brașovului de capitala de odinioară a Țării Românești, Câmpulung Muscel, se află orașul Râșnov, menționat deseori în documentele medievale ca orășel-târg.

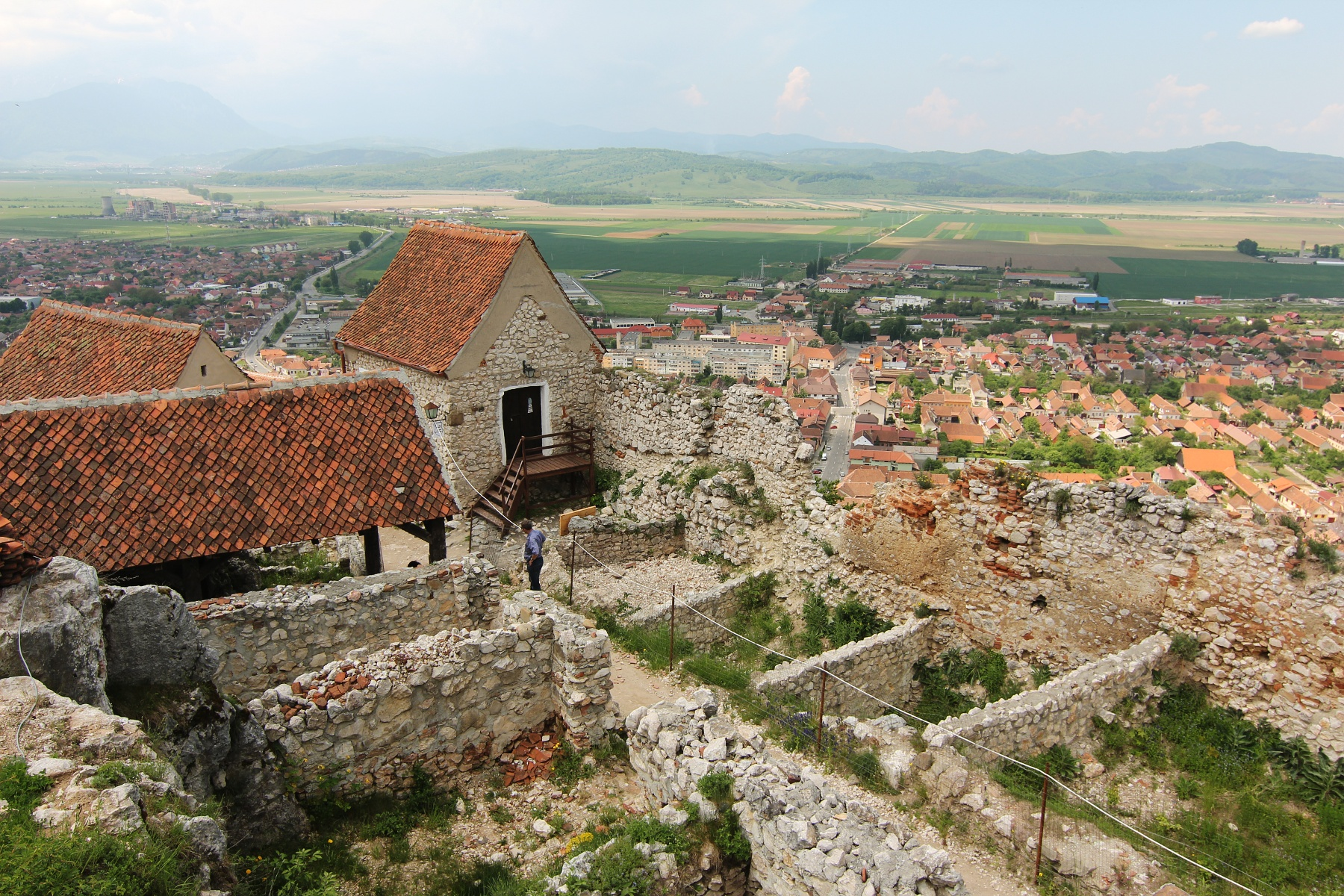
Vedere asupra orașului Râșnov și a ruinelor cetații

Cetatea este poziționată pe un deal stâncos, împrejmuit de pǎdure, unde singura cale de acces este dinspre est, arhitectura sa fiind adaptatã reliefului, fortificarea urmărind eficiența apărǎrii dealului.
Prima mențiune documentară despre cetatea țărănească a Râșnovului datează din anul 1335 când cu ocazia unei noi năvăliri a tătarilor în Țara Bârsei, a fost pustiit întregul ținut, în afară de cetatea de pe dealul Tâmpa de la Brașov și de cetatea Râșnovului, care fiind puternic fortificate au rezistat atacurilor, salvând viața locuitorilor refugiați între zidurile lor.
Dezvoltarea orașului Râșnov a avut mult de suferit din cauza poziției sale geografice. Drumul comercial care trecea prin trecătoarea Branului era și o importantă cale de invazie pentru oștirile dușmane, acestea pătrunzând in Țara Bârsei, intâlneau ca primă așezare mai importantă orașul Râșnov pe care deseori îl pustiau.

## Descriere
Înfățișarea cetății a cunoscut până în prezent numeroase modificări. Imaginea contemporană totuși păstrează elemente arhitecturale care pot reconstitui istoria unei fortificații care a rezistat cu succes asediilor la care a fost supusă.
Tipologia cetății ne este demonstrată de dimensiunile acesteia, aproximativ 3500 mp ca suprafață; materialele folosite pentru ridicarea fortificațiilor au fost piatra și cărămida legate prin mortar simplu, fortificații încadrate de 8 turnuri patrulatere și unul poligonal.
În timpul șederii cavalerilor teutoni în Țara Bârsei (1211-1225) au fost aduși în această regiune primii coloniști sași, dintre care o parte au fost așezați la Râșnov alături de populația românească băștinașă, contribuind prin munca lor la dezvoltarea acestei vechi așezări. Din această perioadă datează și porțiunea cea mai veche a cetății.
Accesul în cetatea propriu-zisă nu se face direct, ci printr-o incintă înconjurată de un zid de piatră, aflată în prezent în ruină, având în extremitatea de răsărit un turn de plan dreptunghiular, din care se păstrează numai parterul, iar din celelalte trei laturi, sud, vest, vest – nord zidurile sunt flancate de pante abrupte cu o înălțime de aproximativ 150 m. Zidurile dinspre vest – nord și est erau apărate de o galerie continuă din 2 anteforturi și 7 turnuri.
Accesul în cetate este cea mai veche parte a cetății, fiind construită numai din piatră, spre deosebire de cetatea propriu–zisă unde întâlnim și cărămida.

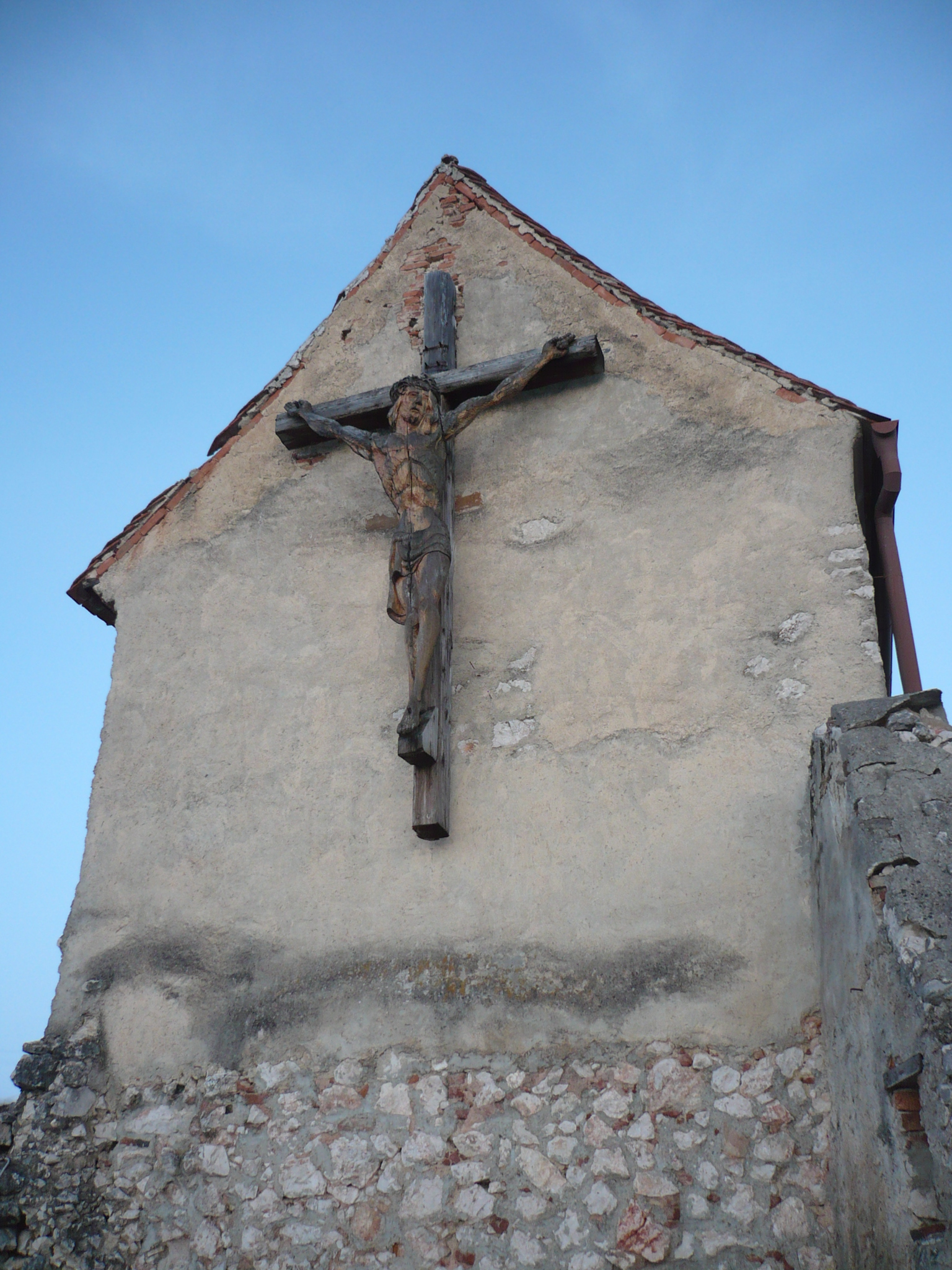
Capela Cetații Râșnov

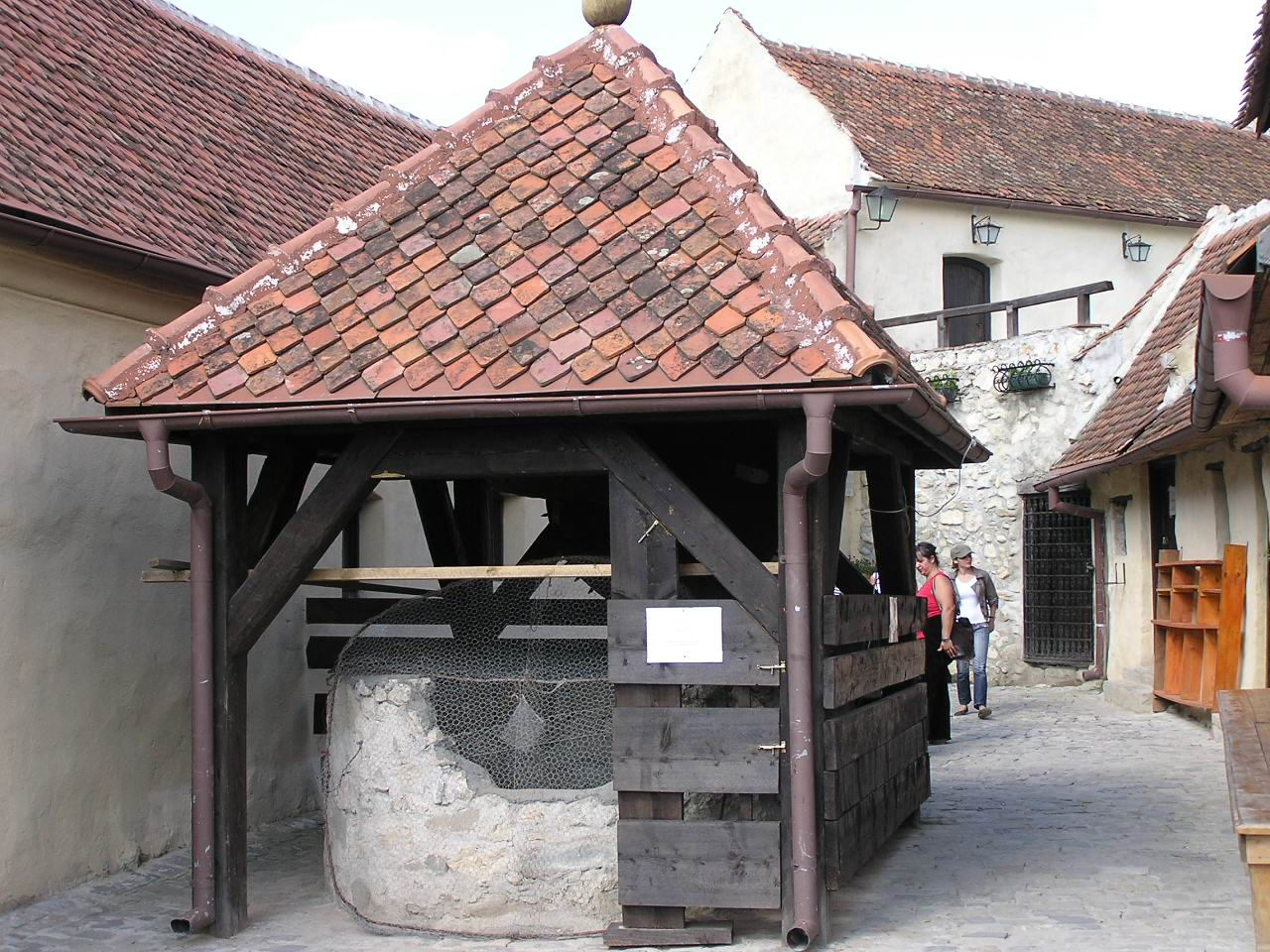
Fântâna Cetații Râșnov

Cetatea are douǎ curți: exterioară și interioarǎ. În curtea exterioară (“curtea din fața cetății“ sau “grădina cetății”), situatǎ în partea estică, erau adăpostite vitele. Curtea exterioară are o intrare pentru armament și alimente, și o alta, pe sub turnul pătrat, pentru vite. În incinta cetății (curtea interioară) erau căsuțele locuitorilor, care serveau ca adăpost și cămară în timpul asediilor. Încăperile poartă denumiri pe care le regăsim și la alte cetăți țărănești: "a școlii", "a preotului", etc. Pe vârful colinei a fost construită o școală și în anul 1650 a fost ridicatǎ o capelă ale cărei ziduri se mai văd și astăzi. Datorită numeroaselor invazii militare, cetatea a fost “a doua vatră a Râșnovului”.
Neajunsul principal al acestei așezări din cuprinsul cetății, l-a constituit multǎ vreme, lipsa unui izvor de alimentare cu apǎ. Când atacurile se prelungeau, iar rezervele de apă erau pe sfârșite, refugiații din cetate ieșeau noaptea pe poarta principală și aduceau apa de la un izvor știut numai de ei.
Pentru o apǎrare eficientă, pantele dealului cetății au fost defrișate, iar acolo unde ascensiunea se putea face ușor, au fost săpate șanțuri în stâncă.
Atunci când aflau de apropierea unei armate dușmane sau de izbucnirea unui incendiu paznicii alarmau populația târgului prin bătăile clopotului din turnul de pază. Și astfel de situații nu au fost rare în istoria Râșnovului. Dupǎ invazia din 1335, remarcǎm în anul 1421 primul asediu executat de către o armată otomană. Cetatea rezistă eroic și turcii ridică asediu îndreptându-se spre Brașovul încă nefortificat, pe care îl jefuiesc cumplit. Turcii au mai asediat fărǎ succes cetatea din Râșnov și în campaniile din 1436 si 1441.
În anul 1612 cetatea a fost ocupată de Gabriel Bathory, principele Transilvaniei. A fost singura dată când cetatea Râșnov s-a predat. În martie 1612, Gabriel Bathory, dușman al sașilor, în încercarea de a restrânge libertățile comunității saxone transilvănene, au organizat o campanie militară în Țara Bârsei. Cetatea Râșnov era apărată de locuitorii din Râșnov , Ghimbav, Cristian și un detașament de ostași români, care fǎcuseră parte din armata domnitorului muntean Radu Șerban. Deși tunurile armatei lui Bathory nu au provocat decât mici stricăciuni zidurilor cetății, asediul a devenit deosebit de eficient după ce o parte din trupele inamice au ocupat panta estică, blocând accesul apărătorilor cetății la izvorul tăinuit de unde se aprovizionau cu apă. 

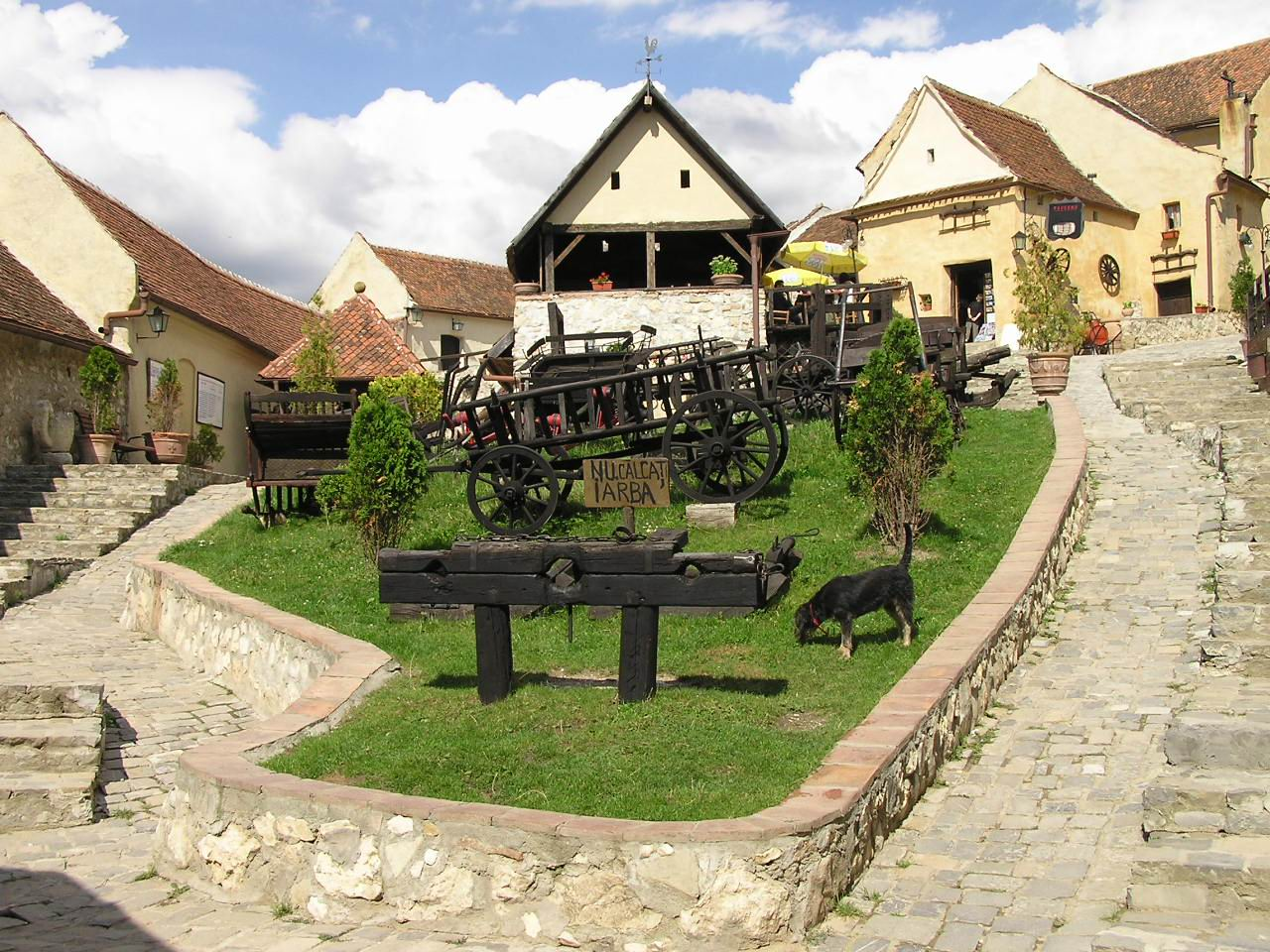
Curtea Cetații Râșnov

Pe 3 aprilie 1612, după negocieri cu principele, fruntașii comunității râșnovene au predat cetatea, cu condiția ca vechile privilegii ale râșnovenilor sǎ fie respectate, iar în cetate să nu fie instalată nici o garnizoană străină. Însă a doua zi dupǎ predare, Gabriel Bathory a alungat locuitorii din cetate și a instalat o garnizoană formată din ostașii săi. În vara anului 1612, râșnovenii , ajutați de brașoveni, au încercat de două ori să recucerească cetatea, dar fără success. Râșnovul a reluat stăpânirea cetǎții în iunie 1613, în urma unei înțelegeri cu Gabriel Bathory prin care sașii plǎteau acestuia o răscumpărare în valoare de 3.000 Florini pentru predarea cetăților Râșnov și Bran.
Luptele din 1612 au dovedit necesitatea săpării unei fântâni în cetate, situatǎ în centrul fortificației având o adâncime de 98 m, sǎpată direct în stâncă. Fântâna cetății a fost sapată în perioada 1623 -1640. Deși există legenda sǎpǎrii fântânii de cǎtre doi prizonieri turci, cǎrora li s-a promis eliberarea la terminarea lucrǎrii, fântâna a fost amenajată de către meșteri sași tocmiți de primăria Râșnov.
Perioada 1658-1661, campania trupelor turcești, însoțite de armata lui Constantin Brâncoveanu din 1690, răscoala “curuților”, au marcat pentru râșnoveni o cronică neagră în care scenariul era același: refugierea în cetate și apoi refacerea așezării. Mai mult, în anul 1718, Râșnovul a fost afectat de o puternică epidemie de ciumă. Au murit, conform listelor magistratului brașovean, 1.161 persoane. Râșnovul a fost depǎșit doar de Brașov (4.509), Prejmer (1.871) și Săcele (2.961). În același an, un incendiu a distrus întregul oraș și a ajuns până la cetate, distrugând case din curtea interioarǎ și capela. După reparare, cetatea a mai fost folositǎ în secolul al XVIII–lea, dar cutremurul din 1802 a distrus o parte din turnuri.
Ultima confruntare armată din cetatea Râșnov avut loc în timpul revoluției din 1848-1849. Deoarece localitatea a fost străbătută de armatele revoluționarilor maghiari, dar și de trupele imperiale austriece și țariste, râșnovenii au preferat sǎ se refugieze cu avutul lor în spatele zidurilor cetății. În această perioadă curtea exterioară a fost folositǎ și ca loc de instruire al gărzilor naționale săsești. Prima victimă săsească a revoluției din 1848 a fost un “miliționer” din Râșnov, pe Olt, în luptele cu secuii. În a doua jumătate a secolului al XIX–lea cetatea a fost părăsită și a ajuns în paragină. În cetate era ținut doar un singur paznic care trebuia să anunțe prin bătăi de clopot izbucnirea incendiilor.

## Utilizarea actuală

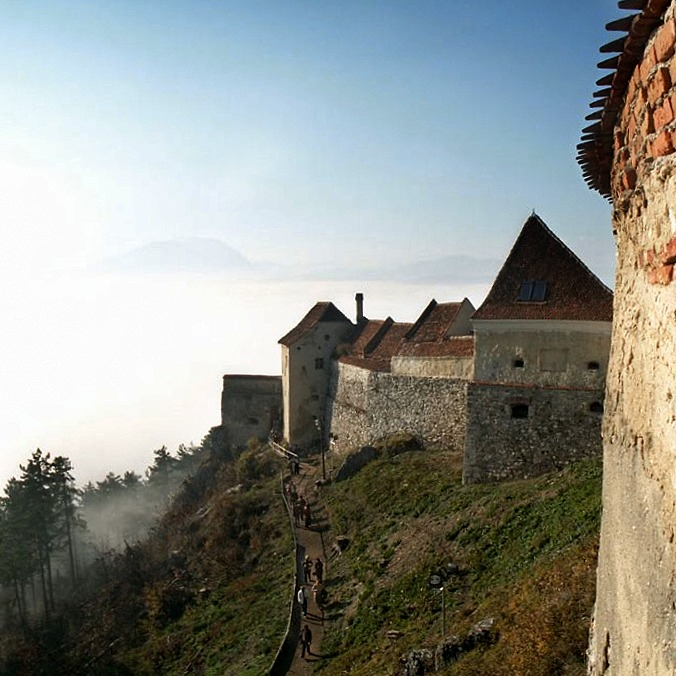
Cetatea Râșnov

În prezent, turiștii mai pot vizita în interiorul cetății și muzeul de artă feudal, în care sunt expuse arme, unelte, galerii, mobilier de epocǎ, stampe, armuri, porturi specifice secolului, diverse fotocopii ale documentelor din acea vreme. În muzeu mai sunt expuse și cateva obiecte neobisnuite secolului nostru, și anume, o mască de tortură și un jug care folosea la transportarea prizonierilor.
În casele ocupate de vechii locuitorii ai Râșnovului, cu secole în urmă, s-au amenajat buticuri de unde turiștii pot achiziționa diferite suveniruri, pietre semi-prețioase, obiecte de artă, cǎrți în care sunt prezentate istoria și tradiția locului, etc. În centrul cetății a mai fost amenajat și un bar-terasă, unde turiștii se pot odihni după lunga plimbare printre ruine. Trebuie sǎ amintim și de tirul cu arc, unde doritorii își pot exersa priceperea și precizia.
Aici au fost turnate mai multe cadre ale filmului "Nemuritorii" - (1974) în regia lui Sergiu Nicolaescu, "Dacii", "Mihai Viteazul", sau "Columna", orașul câștigându-și astfel titlul de cetate a filmului istoric românesc. În 2002, zona Râșnovului ajungea celebră după ce regizorii americani au ales să filmeze pelicula „Cold Mountain", în care protagoniști au fost Jude Law și Nicole Kidman și care a fost premiată chiar cu un Oscar. O parte dintre scene au fost trase și la cetatea țărănească.
În cadrul Festivalului de Film Istoric de la Râșnov se organizează proiecții de filme, un târg de carte și diferite concerte.

## Descoperiri arheologice
În iulie 2001, aici a fost descoperit un tezaur care a zăcut ascuns mai bine de 400 de ani lângă unul dintre turnurile de piatră de la intrarea în cetate.
Comoara constă în cuțite, catarame, inele pentru harnașamente, vârfuri de săgeți și de arbaletă, piese de uz comun, un compas, un vârf de burghiu, piese de la sobe din ceramică, un ac de păr sau de pălărie din argint aurit cu montură de piatră semiprețioasă.
Pe lânga acestea, au mai fost găsite și trei căni din cositor de dimensiuni diferite, decorate, una purtând chiar marca de proprietar, având înscris pe capac anul 1600.
În lădița de lemn în care erau aceste căni se mai aflau 416 monede de argint bătute în perioada 1509 - 1610 de emitenții din zona Principatului Transilvaniei.

## Galerie imagini

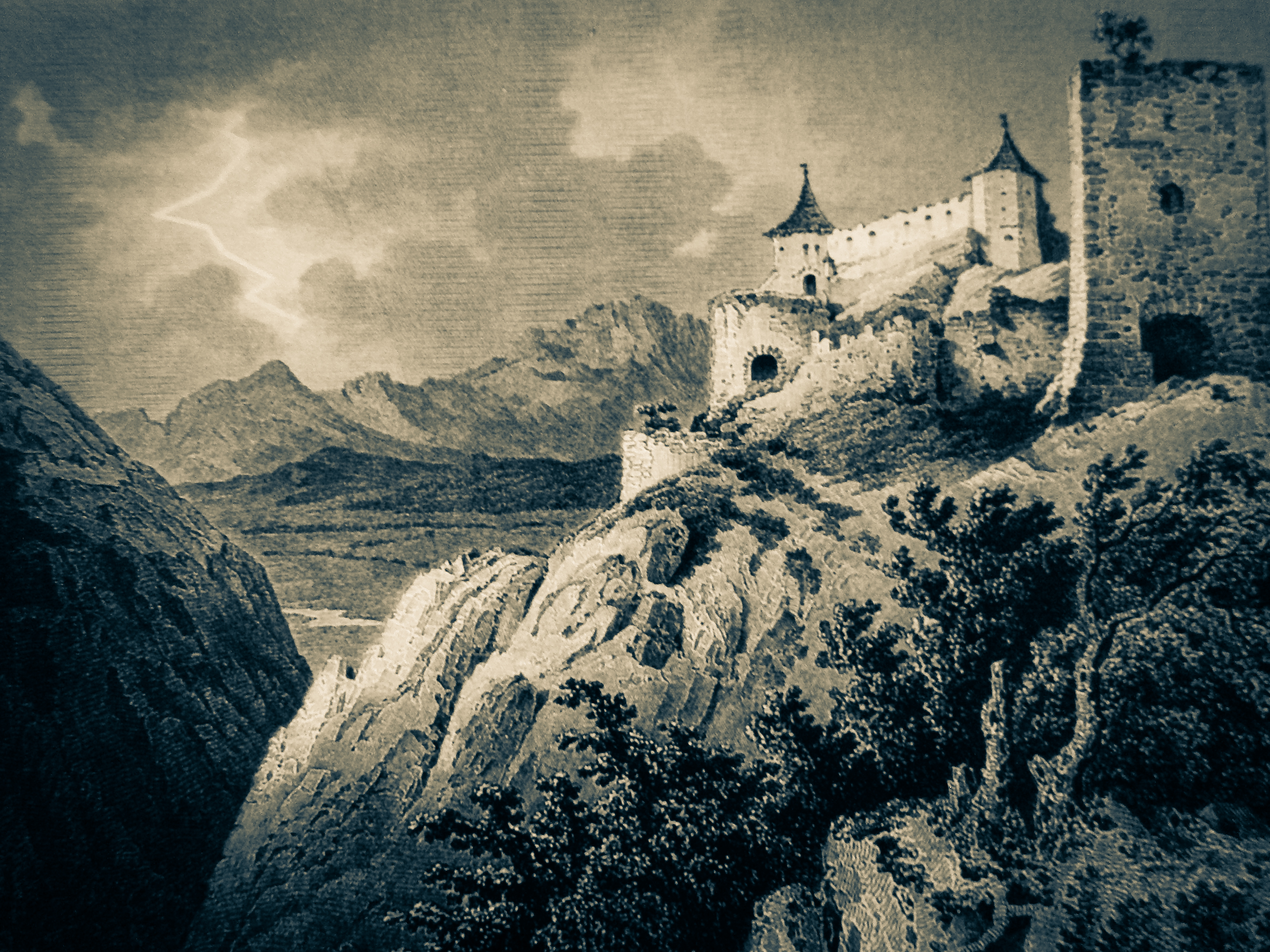
Cetatea Rasnov by Ludwig Rohbock
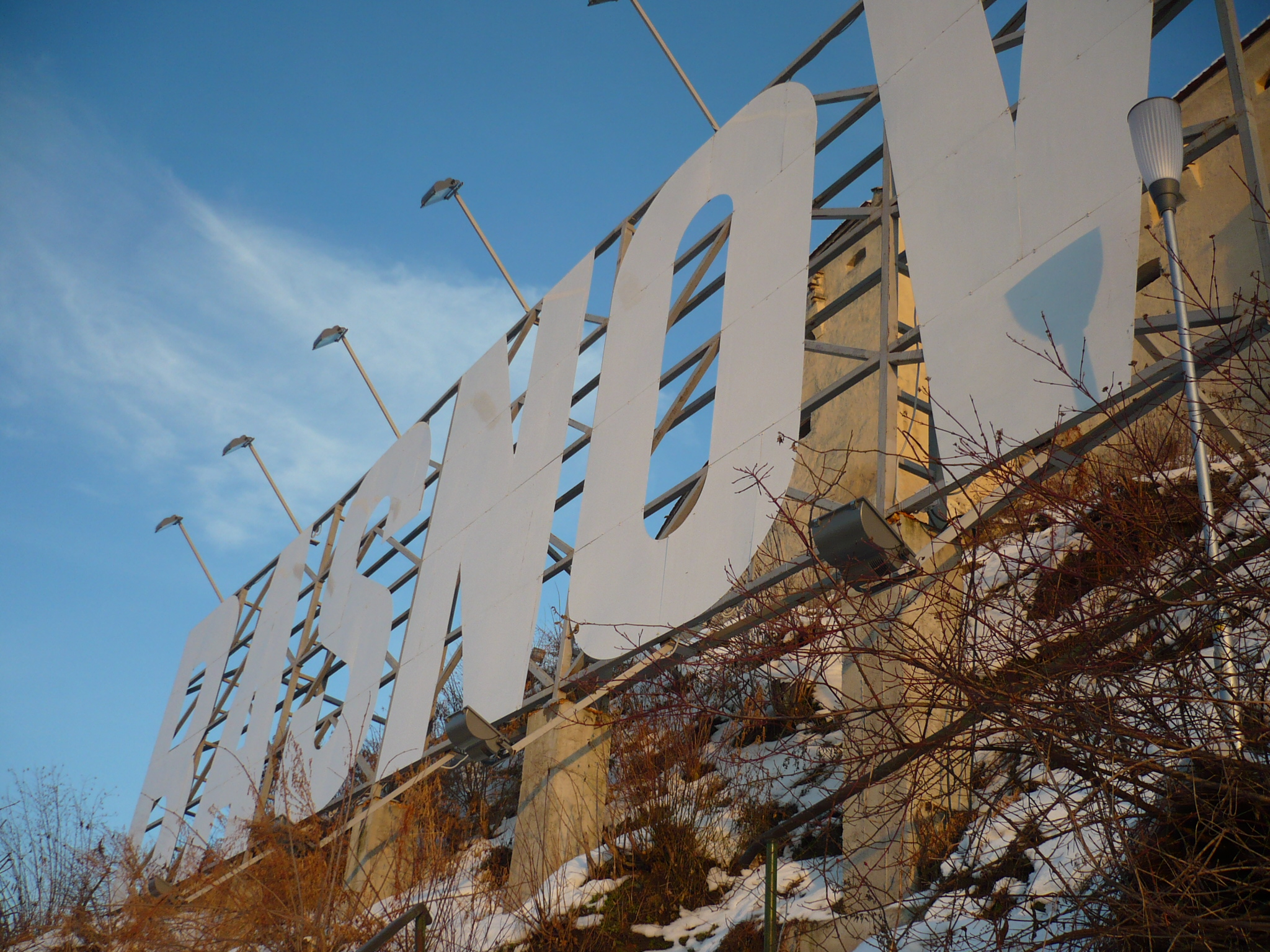
Râșnov
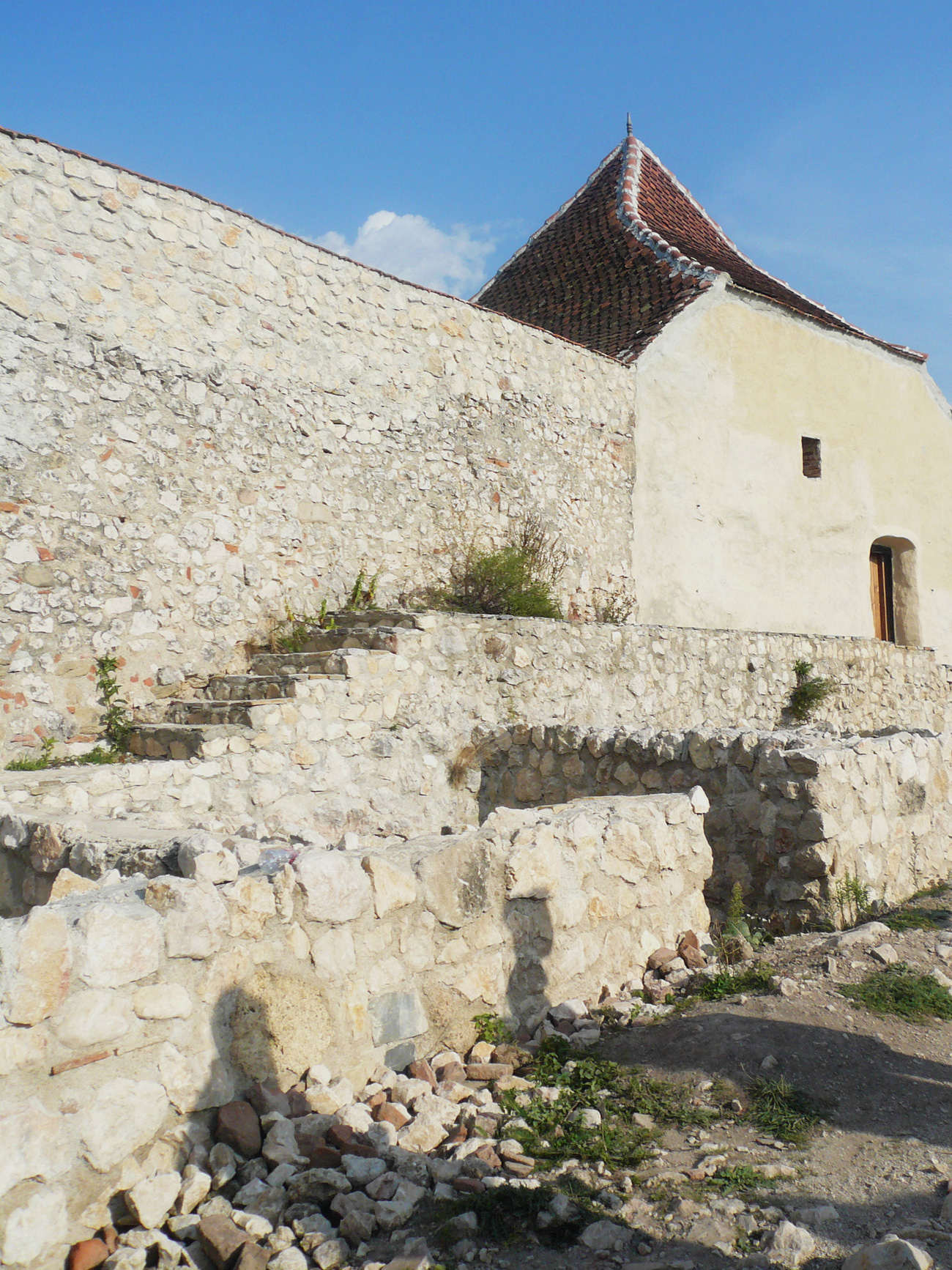
Cetatea Râșnov
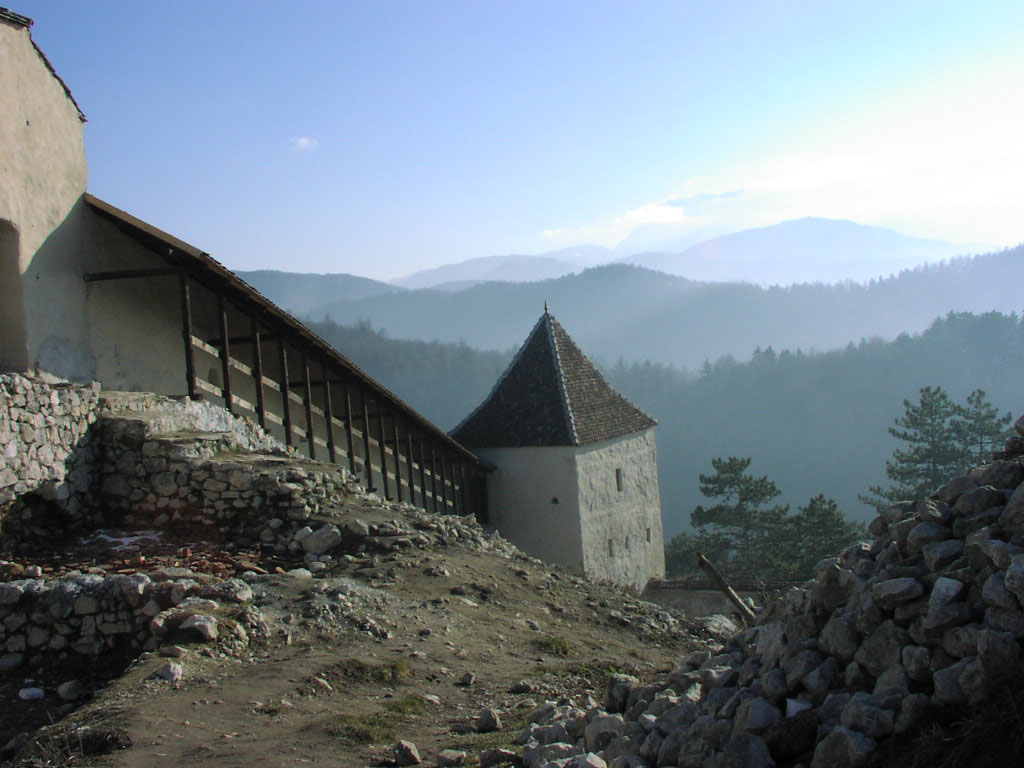
Cetatea Râșnov
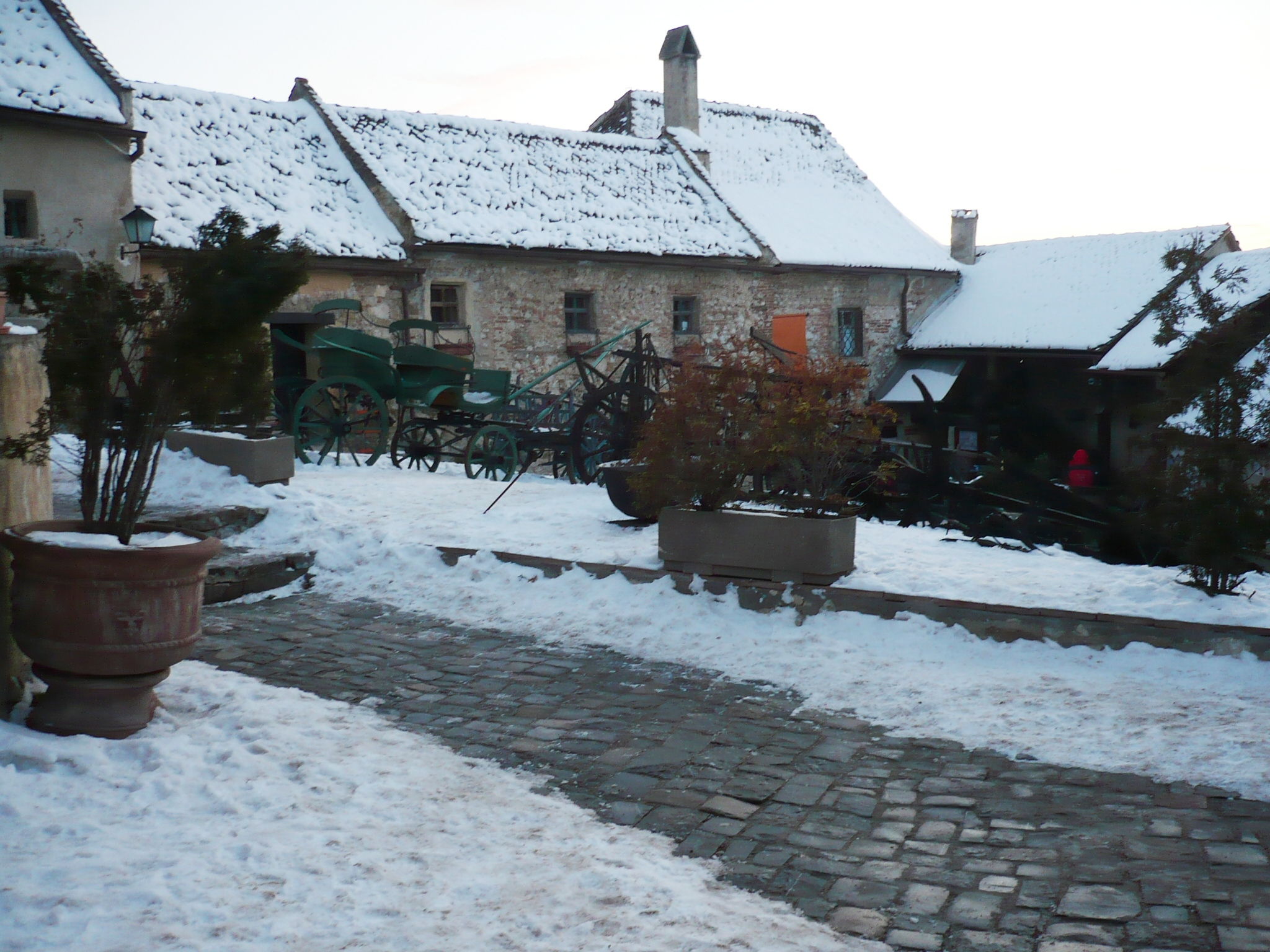
Curtea Cetǎții Râșnov
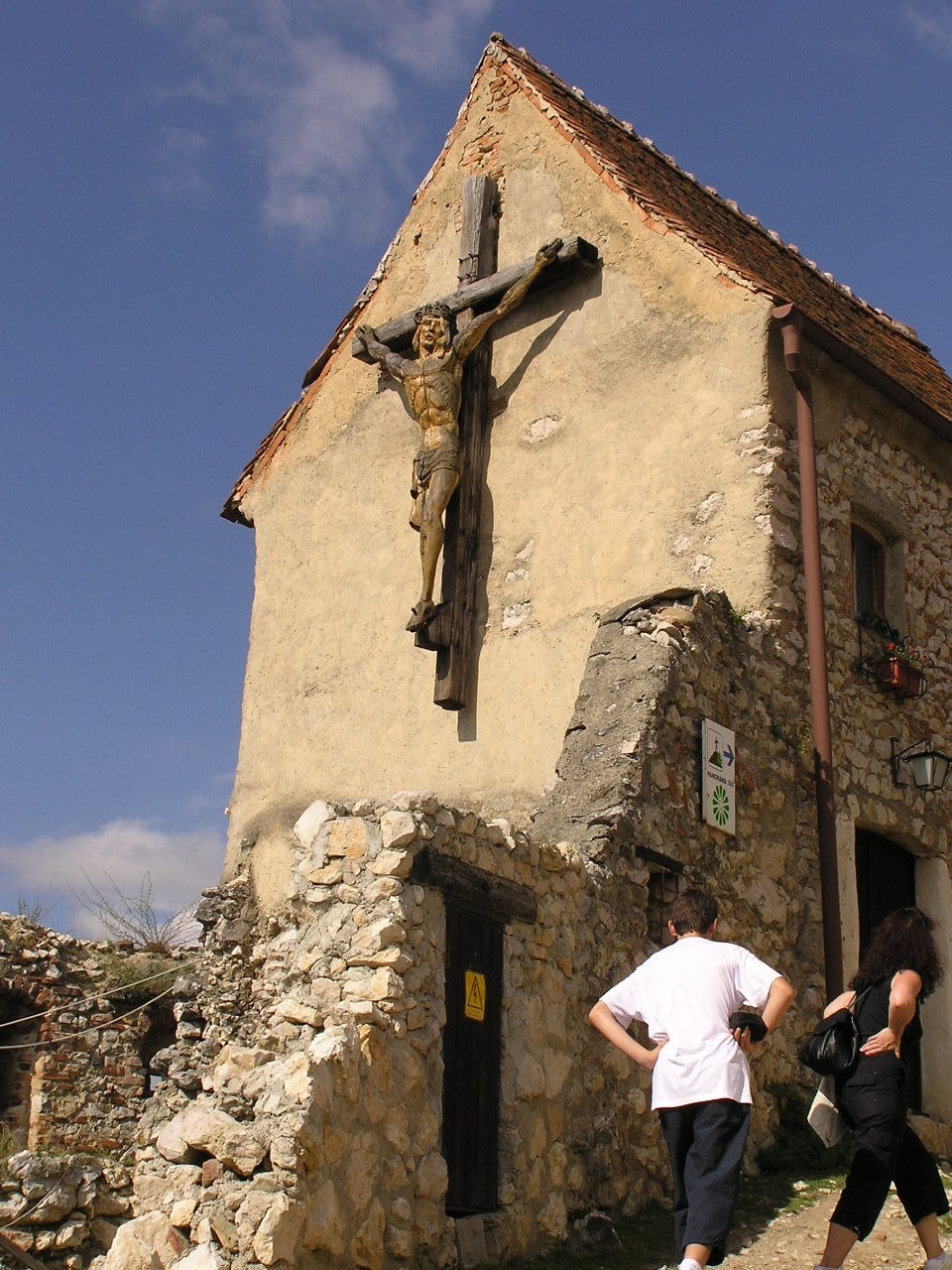
Capela Cetații Râșnov
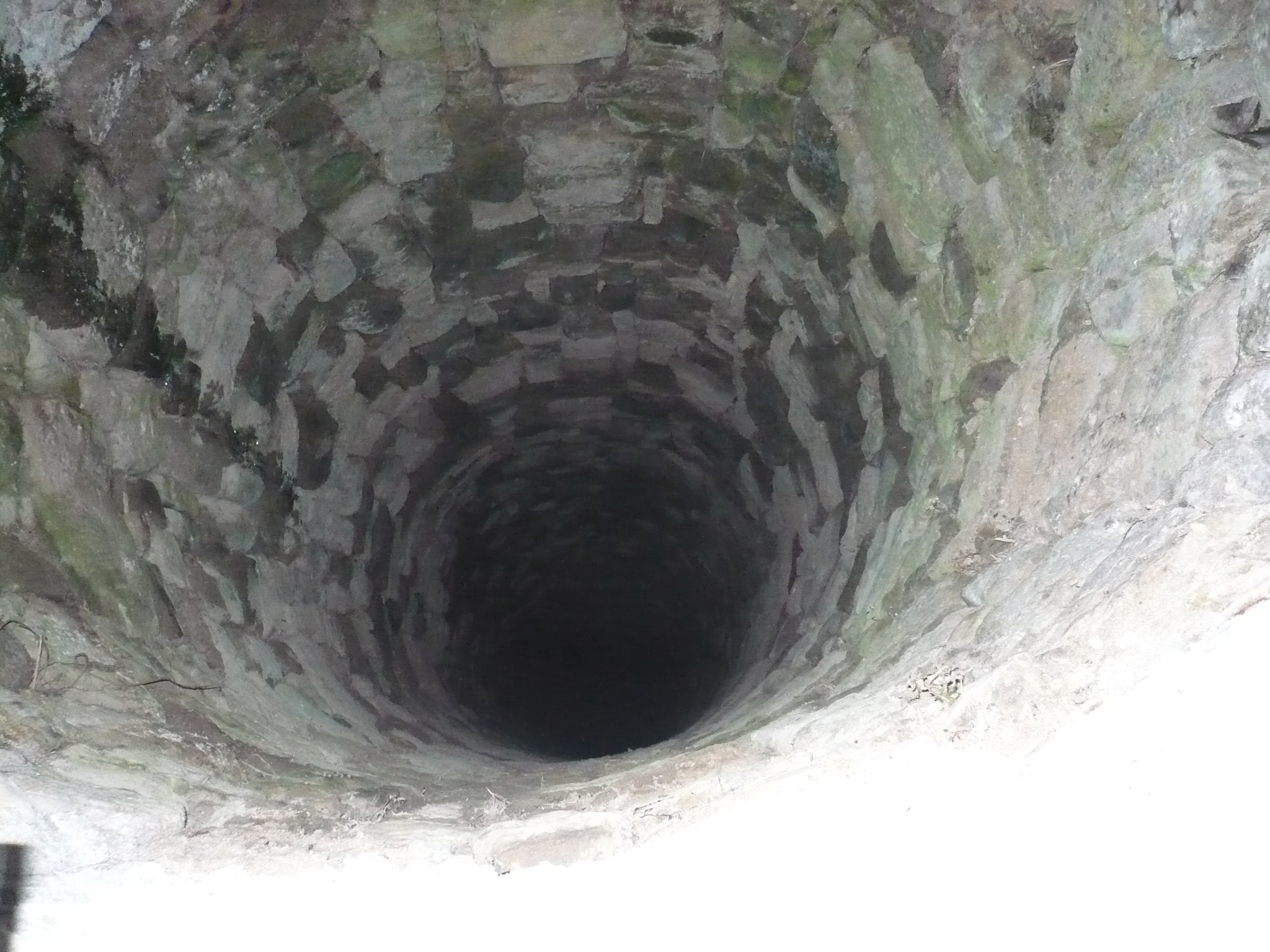
Fântâna Cetații Râșnov
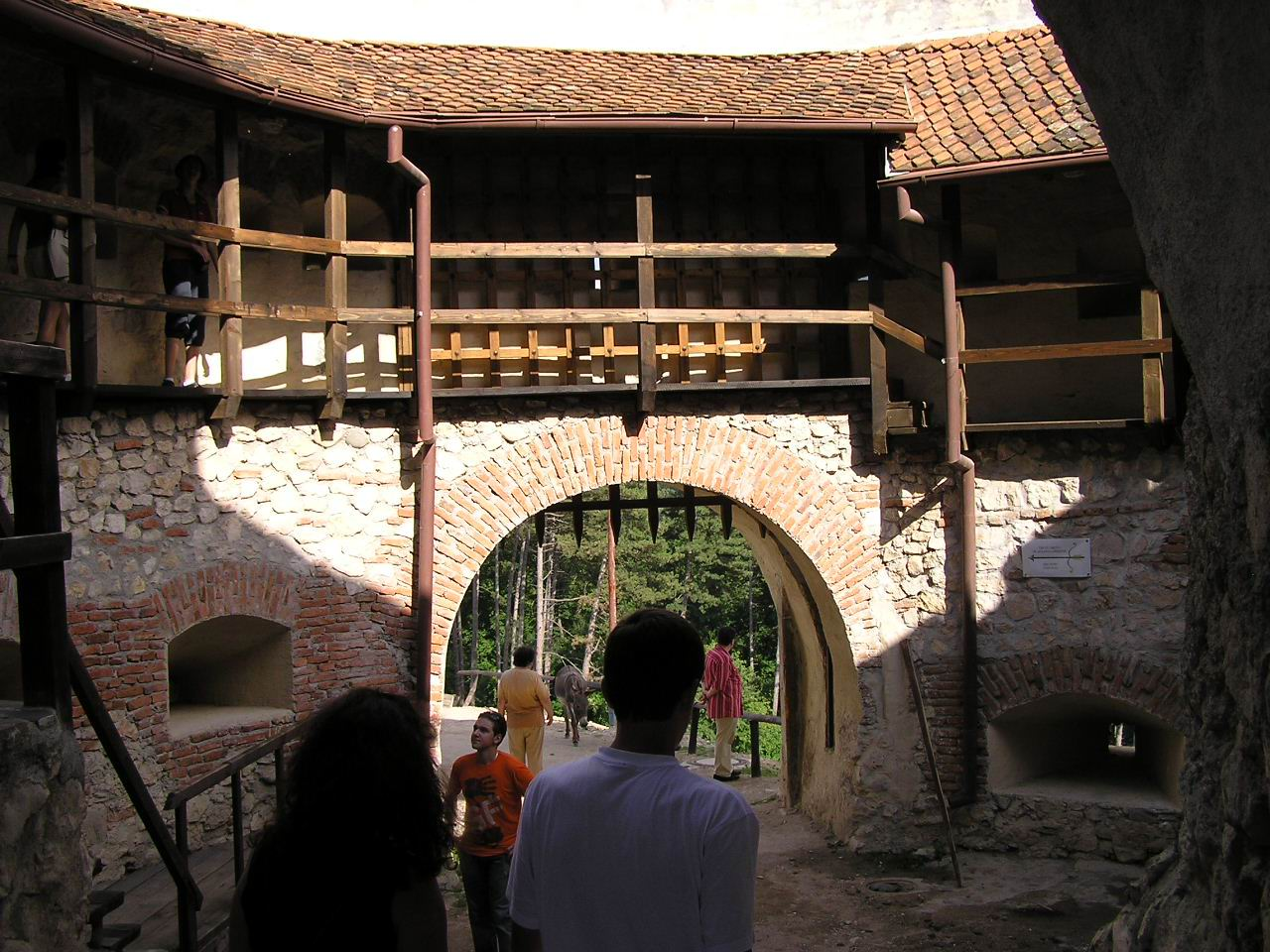
Intrare în cetate, prin zid fortificat
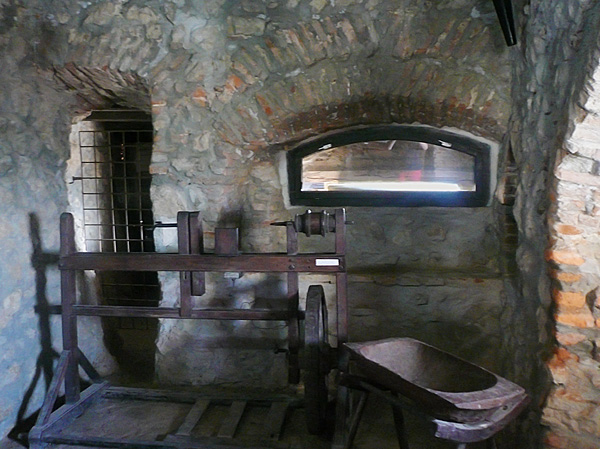
Muzeul Cetații Râșnov
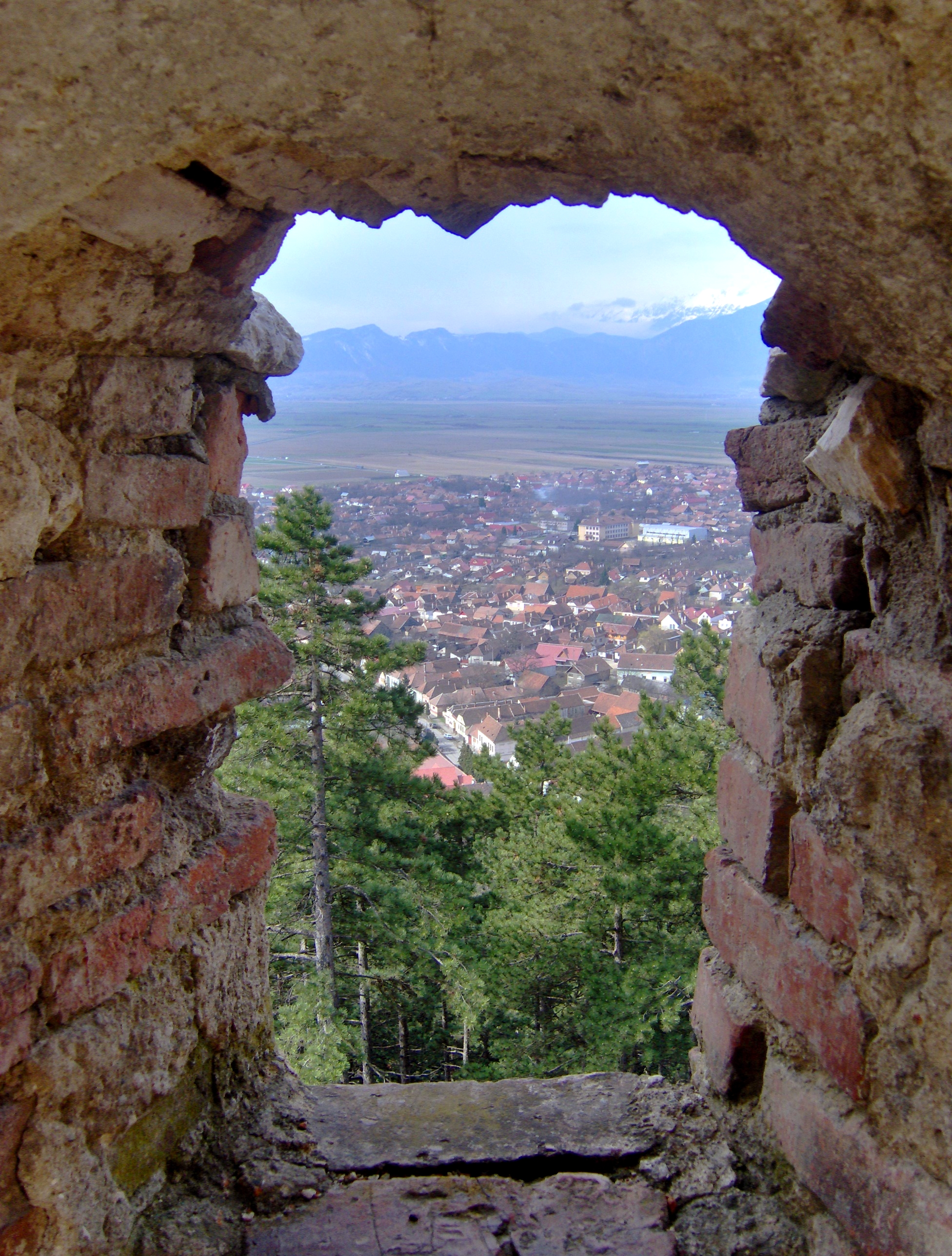
Cetatea Râșnov
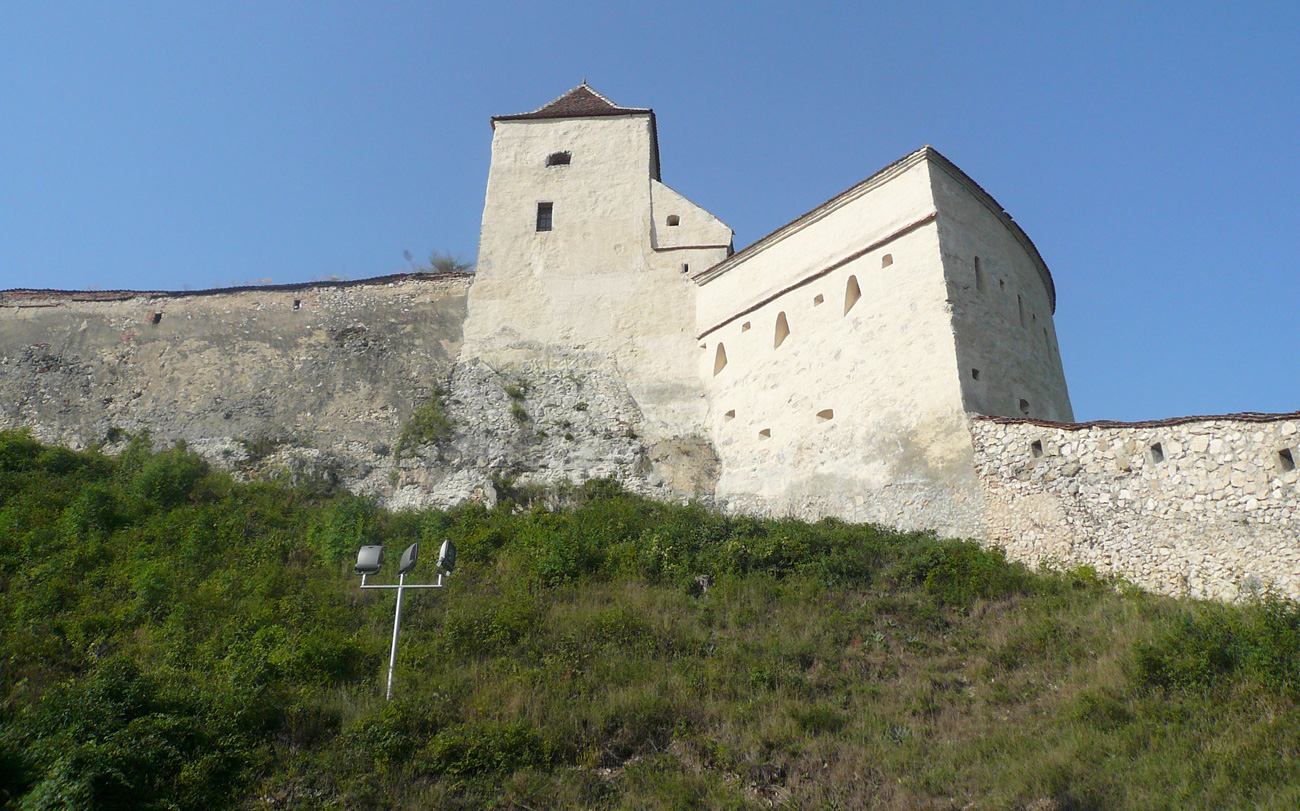
Cetatea Râșnov
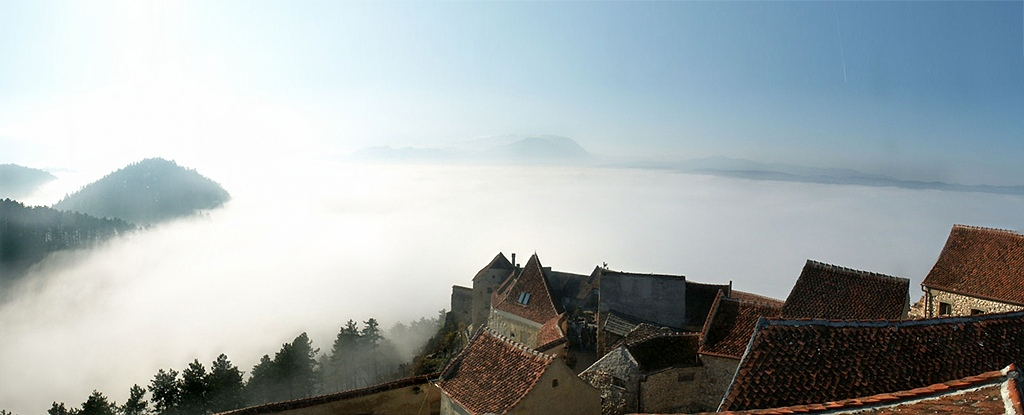
Vedere de pe cetate; 04.12.2006
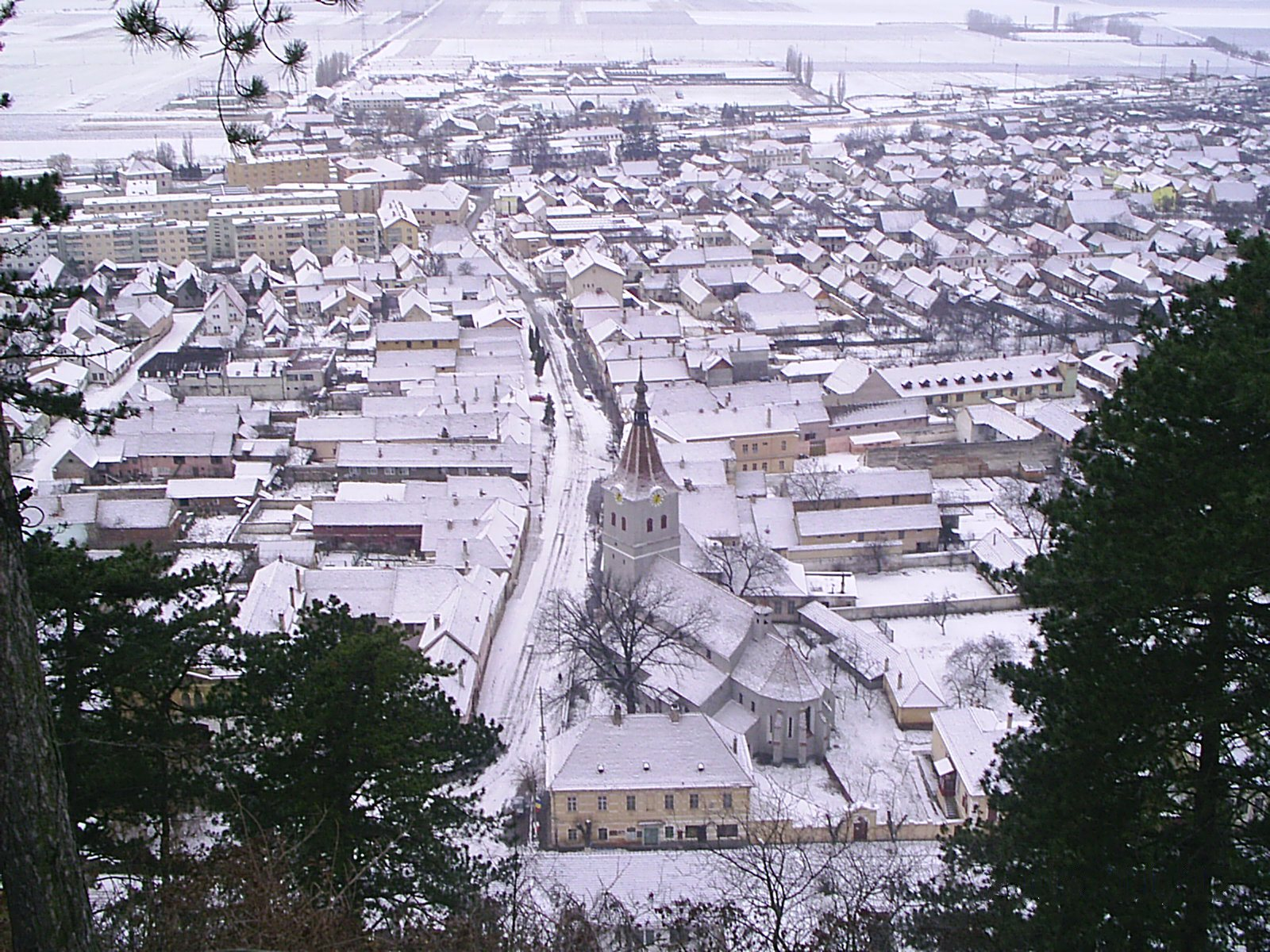
Vedere panoramica oraș de la Cetatea Râșnov
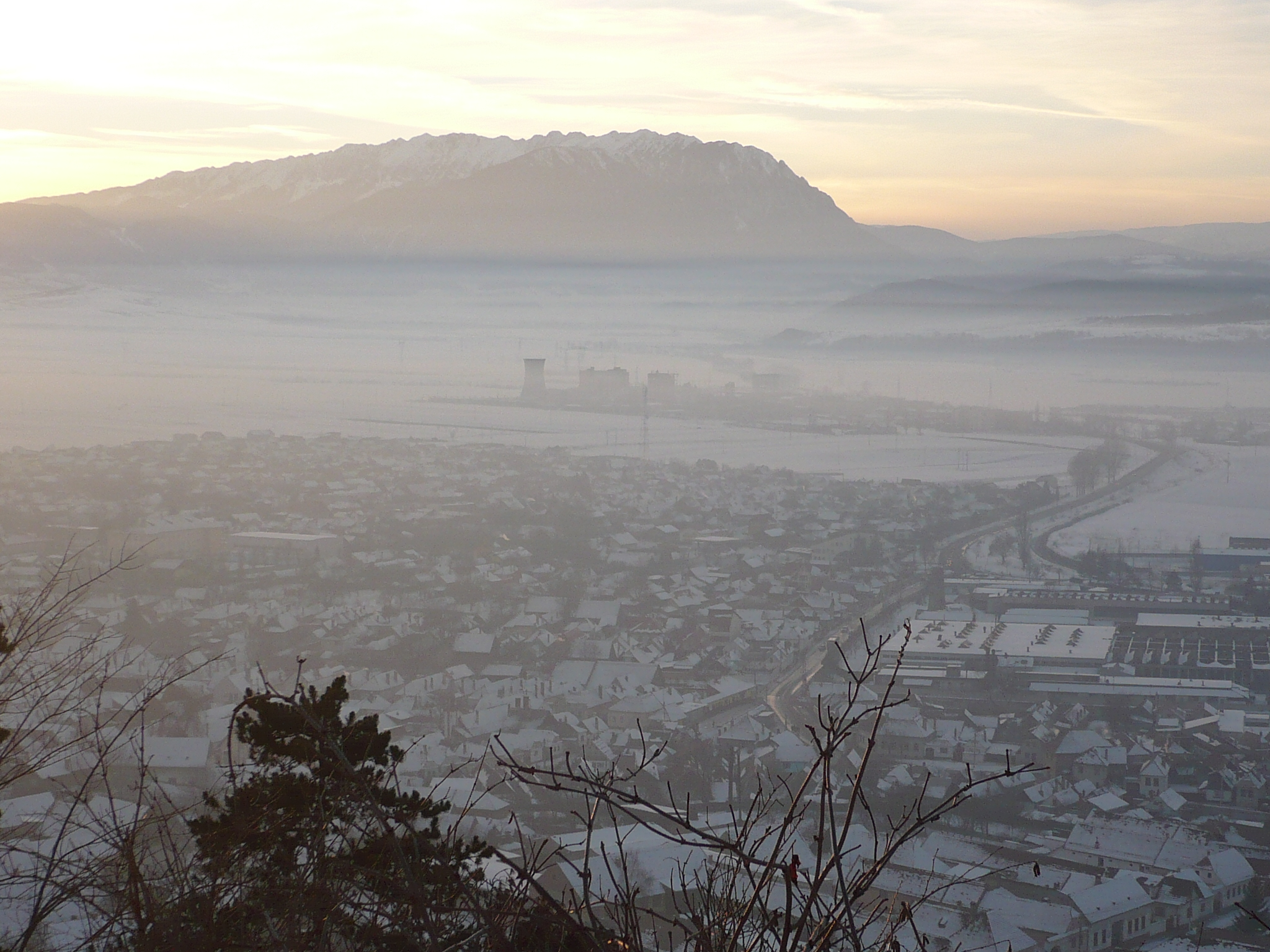
Piatra Craiului de la Cetatea Râșnov
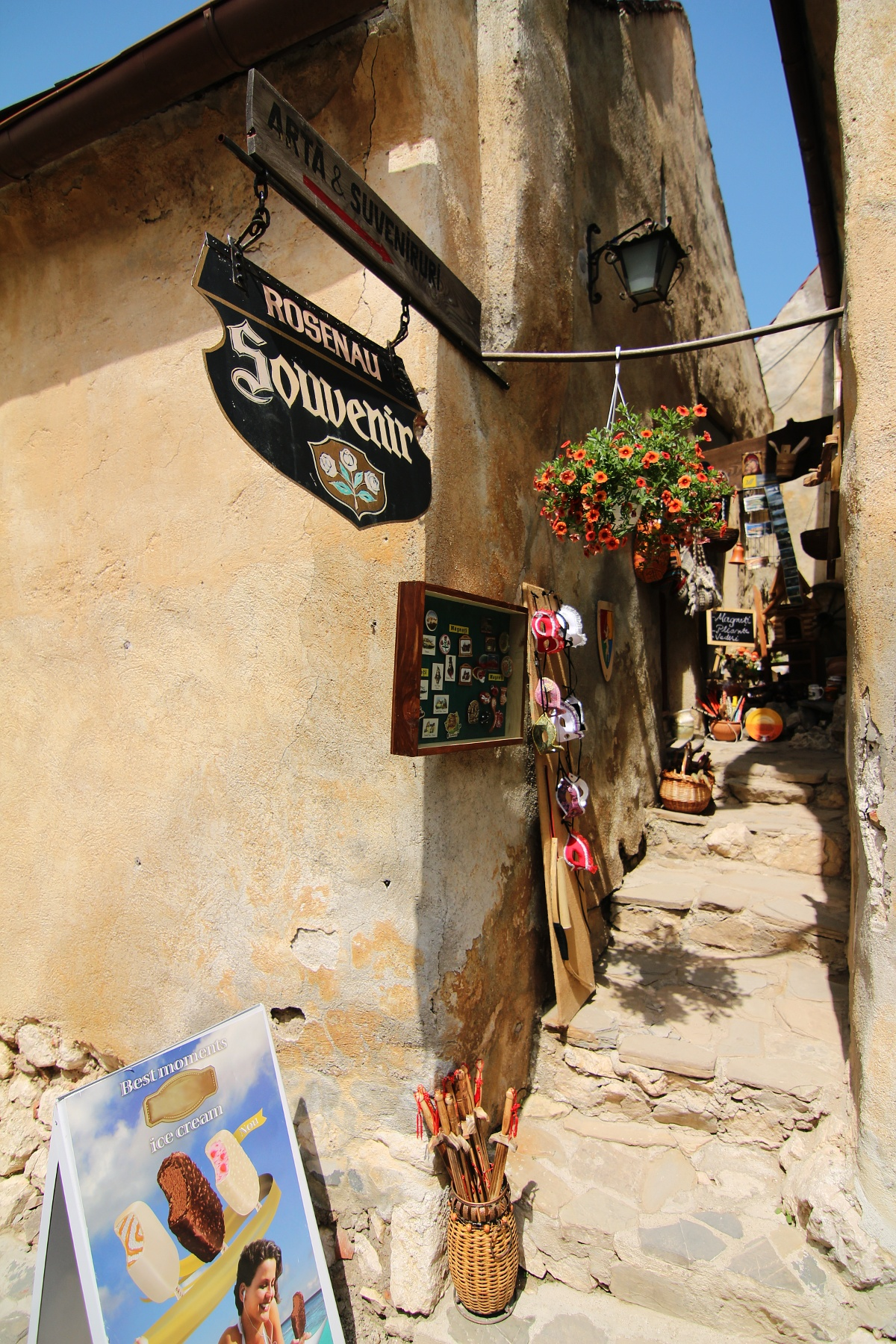
Straduță din Cetatea Râșnov
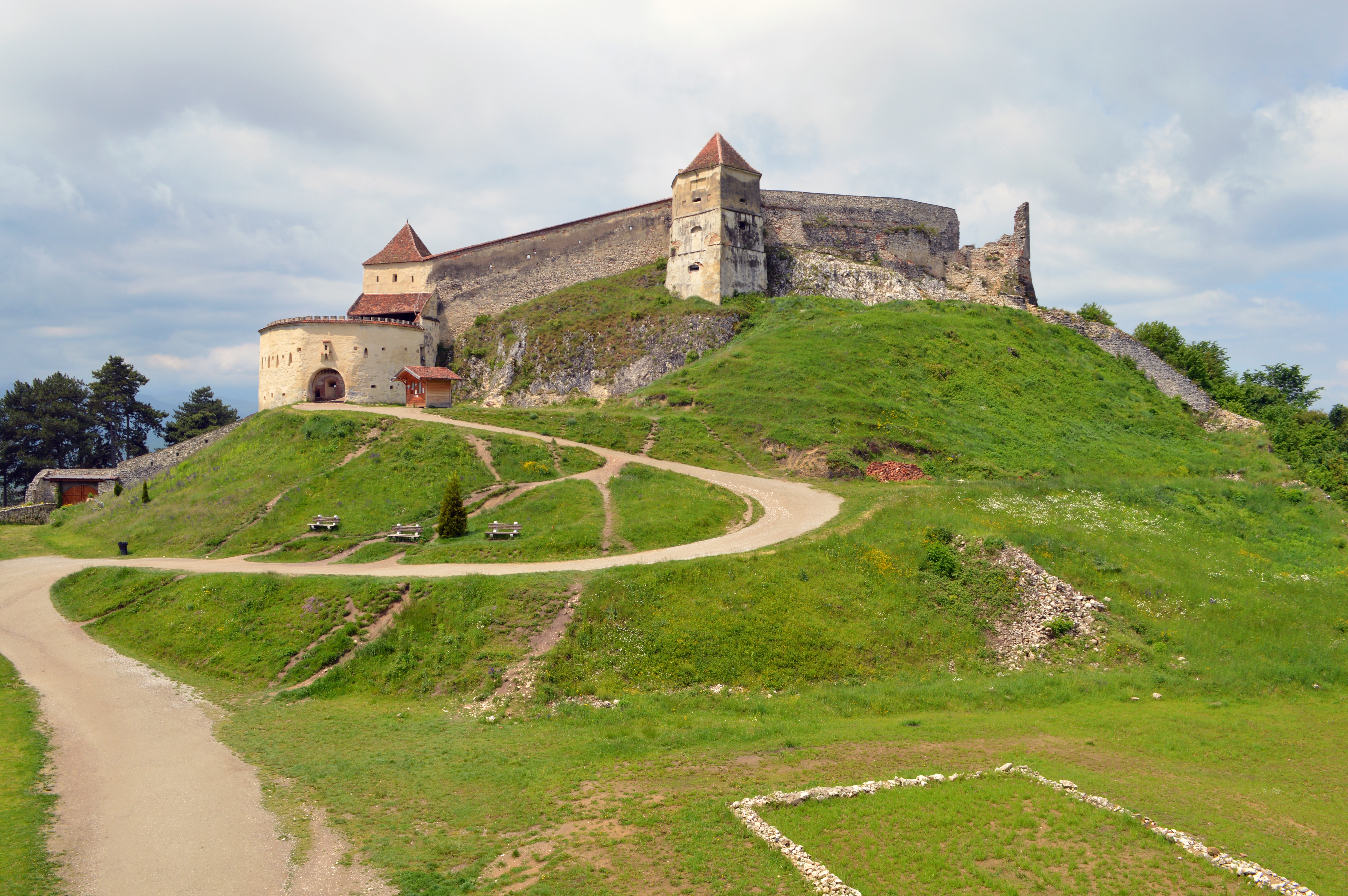
Cetatea Râșnovului